# Slag bij Darbytown Road
De Slag bij Darbytown Road vond plaats op 13 oktober 1864 in Henrico County, Virginia tijdens de Amerikaanse Burgeroorlog. De Zuidelijken probeerden verloren gegane grond te heroveren. Hun pogingen mislukten.
Op 13 oktober voerden de Noordelijken verkenningen uit om de nieuwe Zuidelijke linies uit te testen die voor Richmond waren uitgebouwd. Hoewel het voornamelijk om schermutselingen ging, viel een Noordelijke brigade Zuidelijke stellingen aan bij de Darbytown Road. De aanval werd afgeslagen met zware verliezen. De Noordelijken trokken zich terug naar hun eigen stellingen langs de New Market Road.